# Waltham Forest
Waltham Forest este un burg în nordul Londrei.

## Districte
- Bakers Arms
- Cann Hall
- Chingford
- Chingford Hatch
- Friday Hill
- Hale End
- Highams Park
- Leyton
- Leytonstone
- Upper Walthamstow
- Walthamstow
- Whipps Cross

1. ↑   https://ons.maps.arcgis.com/home/item.html?id=a79de233ad254a6d9f76298e666abb2b Lipsește sau este vid: |title= (ajutor)